# Pepsideild 2014
Die Pepsideild 2014 war die 103. Spielzeit der höchsten isländischen Fußballliga. Sie begann am 4. Mai und endete am 4. Oktober 2014 mit dem 22. Spieltag.

## Modus
Die zwölf Teams der Liga spielen in einer einfachen Hin- und Rückrunde gegeneinander, so dass jedes Team 22 Spiele absolviert. Die zwei letztplatzierten Mannschaften steigen zum Saisonende ab.
Der Meister ist für die Qualifikation der Champions League 2015/16 zugelassen, die zweit- und drittplatzierte Mannschaft sowie der Cupsieger zu jener für die Europa League.

## Vereine
Im Vergleich zum Vorjahr veränderte sich die Ligazusammensetzung folgendermaßen: UMF Víkingur und ÍA Akranes stiegen als elft- bzw. zwölftplatziertes Team der Saison 2013 in die 1. deild karla (2. Leistungsstufe) ab. Der dortige Meister Fjölnir Reykjavík sowie der zweitplatzierte Víkingur Reykjavík stiegen dagegen in die erste Liga auf.
| Verein               | Wappen                   | Stadt          | Stadion          | Kapazität |
| -------------------- | ------------------------ | -------------- | ---------------- | --------- |
| Þór Akureyri         | Þór Akureyri             | Akureyri       | Þórsvöllur       | 00.984    |
| FH Hafnarfjörður     | FH Hafnarfjörður         | Hafnarfjörður  | Kaplakriki       | 06.738    |
| Fjölnir Reykjavík    | Fjölnir Reykjavík        | Reykjavík      | Fjölnisvöllur    | 01.300    |
| Keflavík ÍF          | Keflavík ÍF              | Keflavík       | Keflavíkurvöllur | 04.957    |
| Breiðablik Kópavogur | Breiðablik Kópavogur     | Kópavogur      | Kópavogsvöllur   | 05.501    |
| Fram Reykjavík       | Fram Reykjavík           | Reykjavík      | Laugardalsvöllur | 15.427    |
| ÍF Fylkir Reykjavík  | ÍF Fylkir Reykjavík      | Reykjavík      | Fylkisvöllur     | 02.872    |
| KR Reykjavík         | KR Reykjavík             | Reykjavík      | KR-völlur        | 03.333    |
| Valur Reykjavík      |                          | Reykjavík      | Hlíðarendi       | 03.000    |
| UMF Stjarnan         | Ungmennafélagið Stjarnan | Garðabær       | Stjörnuvöllur    | 01.292    |
| ÍB Vestmannaeyja     | ÍB Vestmannaeyja         | Vestmannaeyjar | Hásteinsvöllur   | 02.834    |
| Víkingur Reykjavík   | Víkingur Reykjavík       | Reykjavík      | Víkin            | 01.100    |

## Abschlusstabelle
| Pl. | Verein                 | Sp. | S  | U  | N  | Tore    | Diff. | Punkte |
| --- | ---------------------- | --- | -- | -- | -- | ------- | ----- | ------ |
| 1.  | UMF Stjarnan           | 22  | 15 | 7  | 0  | 042:210 | +21   | 52     |
| 2.  | FH Hafnarfjörður       | 22  | 15 | 6  | 1  | 046:170 | +29   | 51     |
| 3.  | KR Reykjavík (M)       | 22  | 13 | 4  | 5  | 040:240 | +16   | 43     |
| 4.  | Víkingur Reykjavík (N) | 22  | 9  | 3  | 10 | 025:290 | −4    | 30     |
| 5.  | Valur Reykjavík        | 22  | 8  | 4  | 10 | 031:360 | −5    | 28     |
| 6.  | ÍF Fylkir Reykjavík    | 22  | 8  | 4  | 10 | 034:400 | −6    | 28     |
| 7.  | Breiðablik Kópavogur   | 22  | 5  | 12 | 5  | 036:330 | +3    | 27     |
| 8.  | Keflavík ÍF            | 22  | 6  | 7  | 9  | 029:320 | −3    | 25     |
| 9.  | Fjölnir Reykjavík (N)  | 22  | 5  | 8  | 9  | 033:360 | −3    | 23     |
| 10. | ÍB Vestmannaeyja       | 22  | 5  | 7  | 10 | 028:380 | −10   | 22     |
| 11. | Fram Reykjavík (P)     | 22  | 6  | 3  | 13 | 030:480 | −18   | 21     |
| 12. | Þór Akureyri           | 22  | 3  | 3  | 16 | 024:440 | −20   | 12     |

Platzierungskriterien: 1. Punkte – 2. Tordifferenz – 3. geschossene Tore

| (M) | amtierender isländischer Meister     |
| (P) | amtierender isländischer Pokalsieger |
| (N) | Neuaufsteiger der letzten Saison     |